# Keith Treacy
Keith Treacy (1988. szeptember 13. Dublin) ír hivatásos labdarúgó, bal oldali szélső középpályás.

## Pályafutása
Treacy 2005-ben írta alá első profi szerződését, és a Blackburn Rovers játékosaként az angol labdarúgó-ligakupában mutatkozott be a Portsmouth ellen, első alkalommal a Coventry City ellen volt a kezdő csapat tagja az angol labdarúgókupában. Ezen a mérkőzésen csapata súlyos, 4-1-es vereséget szenvedett, a mérkőzésen Treacyt lecserélték, helyette Matt Derbyshire csatár állt be.
2009 júliusában Treacyt fél évre kölcsönadták a Sheffield Unitednek, 
bemutatkozása a Middlesbrough elleni 0-0-s eredménnyel végződött szezonnyitó mérkőzésen volt.
A rákövetkező héten két gólpasszal folytatta a Watford ellen, majd három nappal később egy távoli góllal a Leicester City elleni mérkőzésen. 
  Bár a szezon elejétől rendszeres kezdőjátékos volt, novemberre már kimaradt a kezdő csapatból, emiatt december közepén idő előtt visszatért a Blackburnhöz.
2010. február 1-jén két és fél éves szerződést írt alá a Preston North End klubbal, további egyéves hosszabbítási opcióval.

## Statisztikái
(2009. december 19-i állapot)
| Szezon   | Liga       | Liga  | Liga       | Kupa       | Kupa  | Kupa       | UEFA/Egyéb | UEFA/Egyéb | UEFA/Egyéb | Összesen   | Összesen | Összesen   |
| Szezon   | Mérkőzések | Gólok | Gólpasszok | Mérkőzések | Gólok | Gólpasszok | Mérkőzések | Gólok      | Gólpasszok | Mérkőzések | Gólok    | Gólpasszok |
| -------- | ---------- | ----- | ---------- | ---------- | ----- | ---------- | ---------- | ---------- | ---------- | ---------- | -------- | ---------- |
| 2007–08  | 0          | 0     | 0          | 2          | 0     | 0          | 0          | 0          | 0          | 2          | 0        | 0          |
| 2008–09  | 12         | 0     | 0          | 8          | 0     | 0          | 0          | 0          | 0          | 20         | 0        | 1          |
| Összesen | 12         | 0     | 0          | 10         | 0     | 0          | 0          | 0          | 0          | 22         | 0        | 1          |

## Külső hivatkozások
- Keith Treacy pályafutásának statisztikái a Soccerbase oldalon (angolul)